# Ratibořské Hory
Ratibořské Hory (en allemand : Bergstädtel) est une commune du district de Tábor, dans la région de Bohême-du-Sud, en Tchéquie. Sa population s'élevait à 750 habitants en 2020.

## Géographie
Ratibořské Hory se trouve à 9 km au nord-est de Tábor, à 59 km au nord-nord-est de České Budějovice et à 73 km au sud-sud-est de Prague.
La commune est limitée par Jedlany et Hlasivo au nord, par Dolní Hrachovice, Pohnánec et Dolní Hořice à l'est, par Chýnov au sud et par Tábor et Chotoviny à l'ouest.

## Histoire
La première mention écrite du village date de 1527.

## Patrimoine

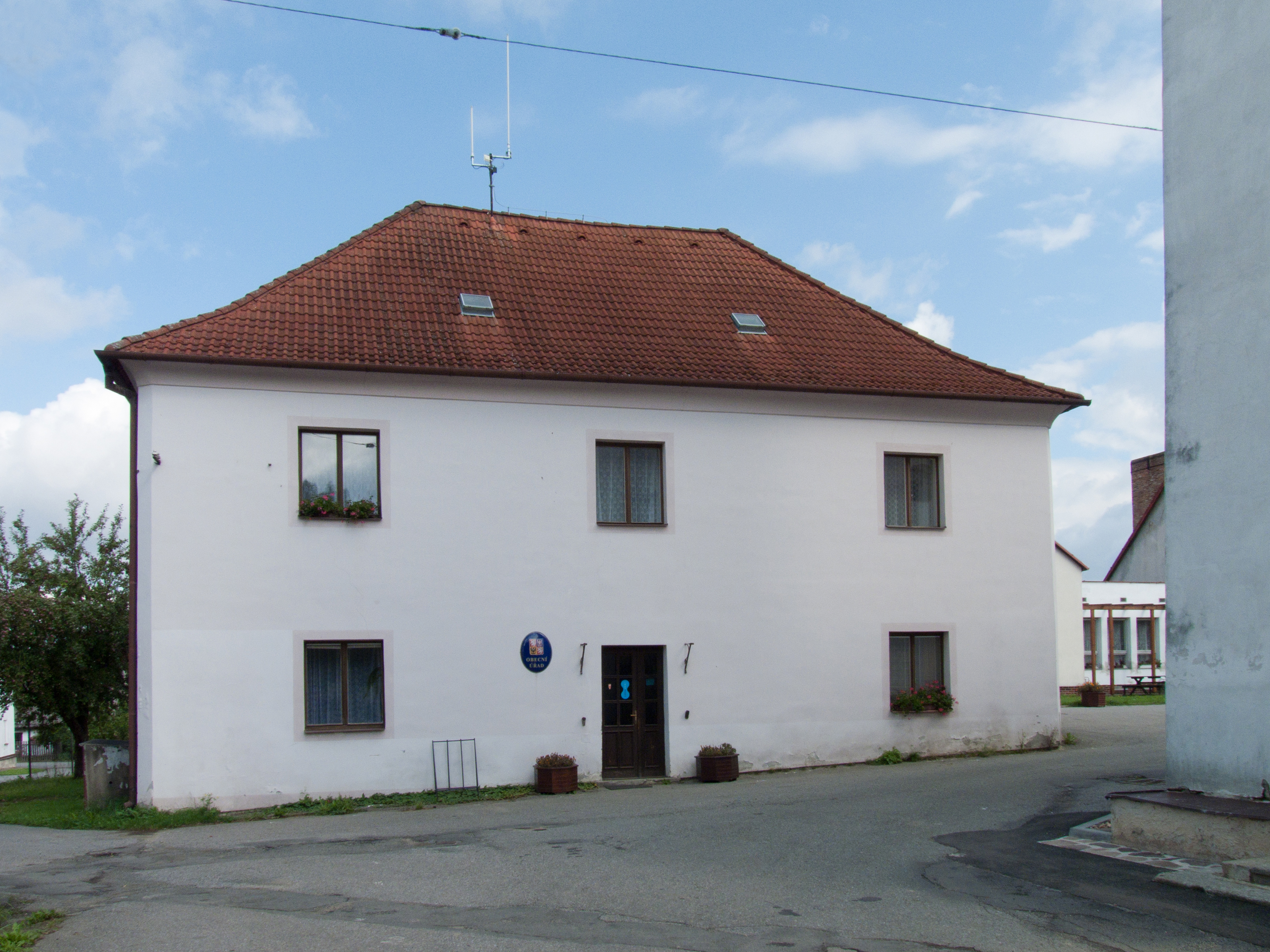
Ratibořské Hory : la mairie.
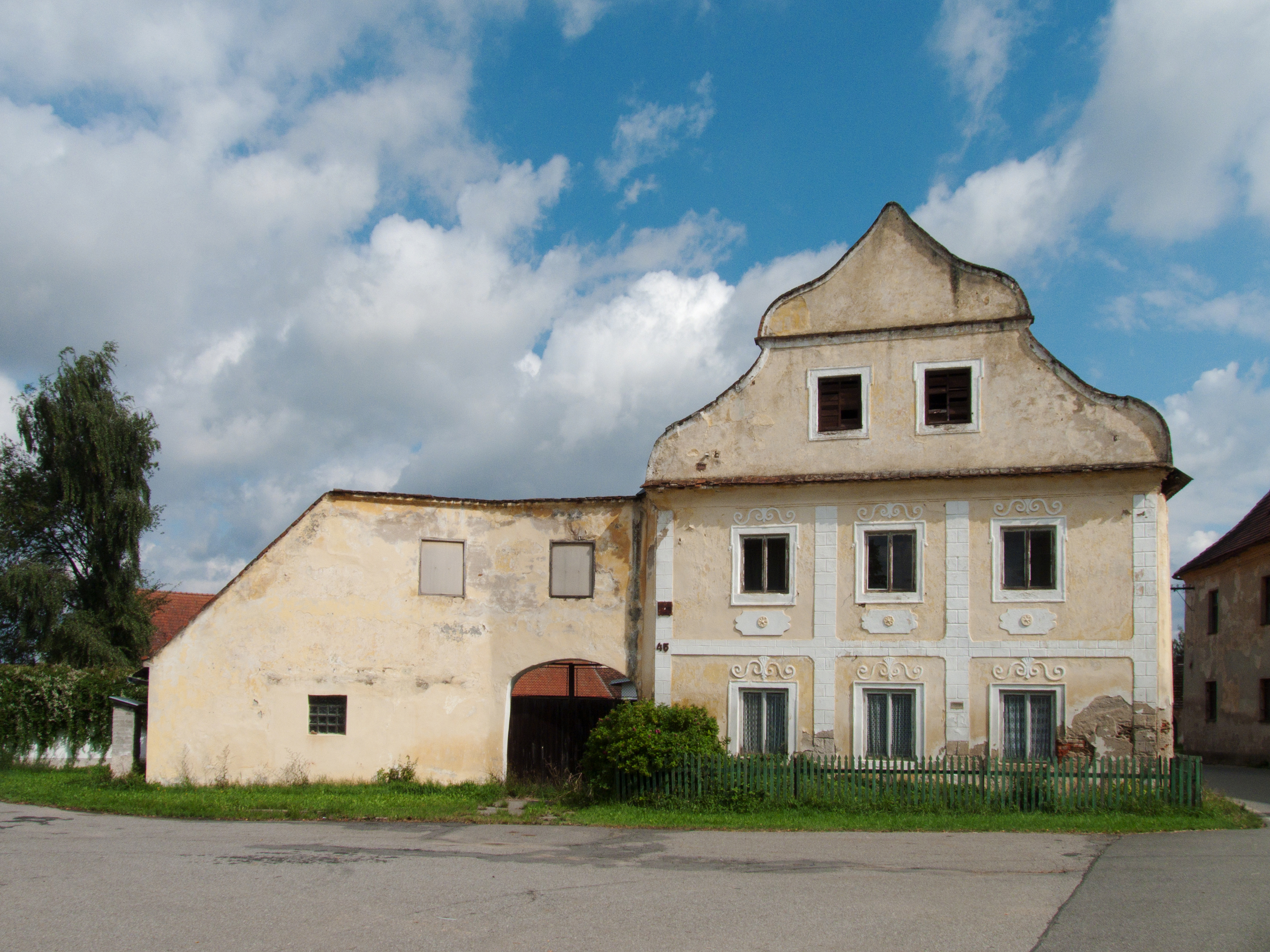
Maison no 45 d'inspiration baroque.

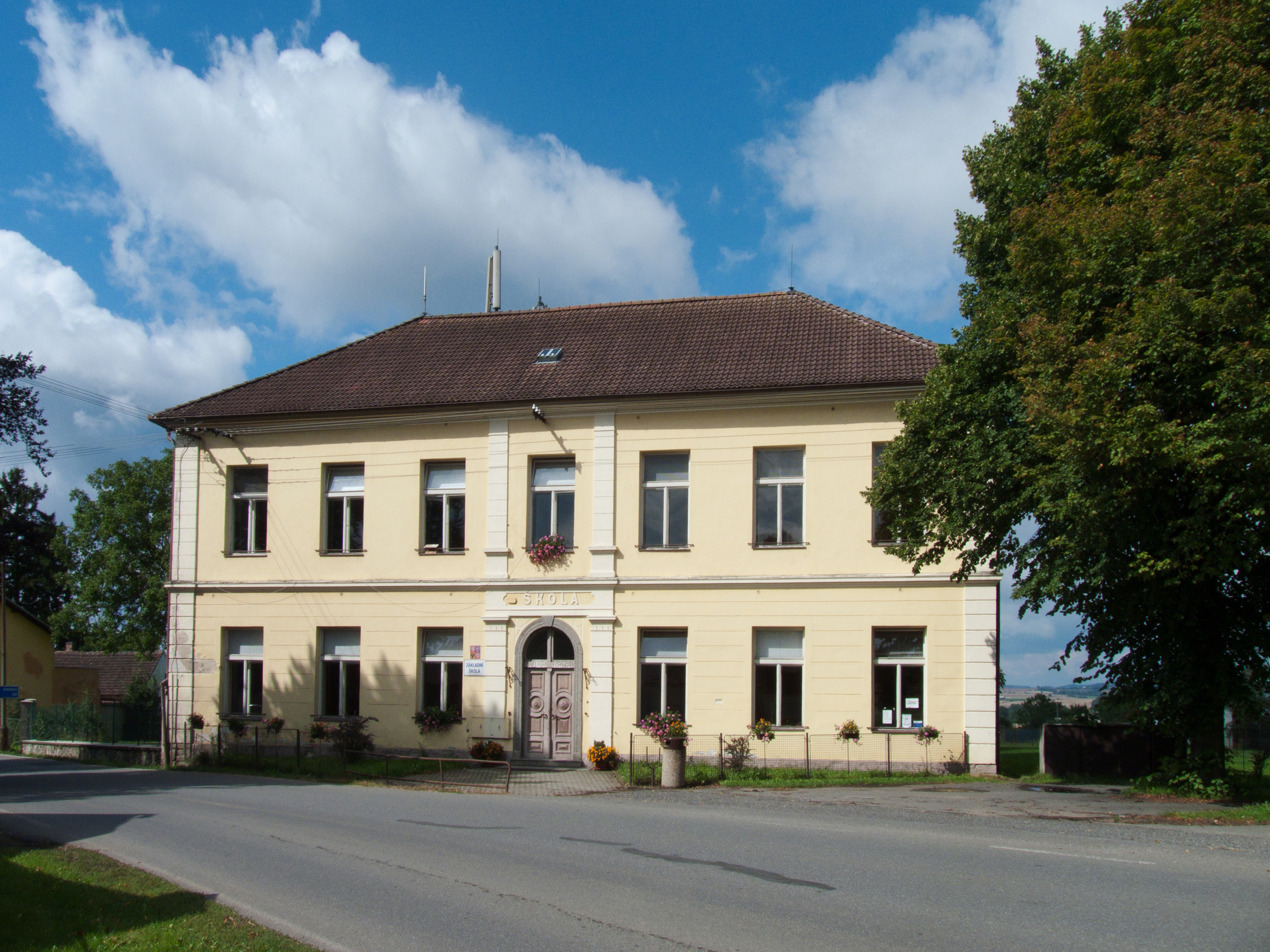
Ratibořské Hory : l'école.